# 2006년 대한민국의 영화 목록
다음은 2006년에 개봉됐던 대한민국의 영화 목록이다.

## 목록
- 2월 29일
- Mr.로빈 꼬시기
- 가문의 부활
- 가을로
- 가족의 탄생
- 각설탕
- 강적
- 거룩한 계보
- 고마운 사람
- 공필두
- 괴물
- 구미호 가족
- 구세주
- 구타유발자들
- 국경의 남쪽
- 그해 여름
- 길
- 남자니까 아시잖아요?
- 내 청춘에게 고함
- 네번째 층
- 누가 그녀와 잤을까?
- 눈부신 하루
- 다섯 개의 시선
- 다세포소녀
- 달려라 장미
- 달콤, 살벌한 연인
- 데이지
- 도마뱀
- 두뇌유희프로젝트, 퍼즐
- 뚝방전설
- 라디오 스타
- 로망스
- 마법사들
- 마음이...
- 마이 캡틴 김대출
- 망종
- 맨발의 기봉이
- 모노폴리
- 모두들, 괜찮아요?
- 무도리
- 미녀는 괴로워
- 방과후 옥상
- 방문자
- 배낭을 멘 소년
- 백만장자의 첫사랑
- 브레인웨이브
- 비단구두
- 비상
- 비열한 거리
- 사랑 따윈 필요 없어
- 사랑을 놓치다
- 사랑하니까, 괜찮아
- 사랑할 때 이야기하는 것들
- 사생결단
- 사이에서
- 삼거리극장
- 생, 날선생
- 세번째 시선
- 손님은 왕이다
- 스승의 은혜
- 시간
- 신데렐라
- 신성일의 행방불명
- 싸움의 기술
- 싸이보그지만 괜찮아
- 썬데이 서울
- 아랑
- 아이스케키
- 아주 특별한 손님
- 아치와 씨팍
- 아파트
- 애니 프란체스카
- 애정결핍이 두 남자에게 미치는 영향
- 야수
- 양아치어조
- 어느날 갑자기
- 언니가 이해하셔야 돼요
- 여교수의 은밀한 매력
- 연리지
- 연애, 그 참을 수 없는 가벼움
- 열혈남아
- 예의없는 것들
- 온 더 로드, 투
- 올드미스다이어리
- 우리들의 행복한 시간
- 원탁의 천사
- 음란서생
- 잔혹한 출근
- 잘 살아보세
- 조용한 세상
- 조폭마누라 3
- 종로, 겨울
- 중천
- 짝패
- 창공으로
- 천하장사 마돈나
- 청춘만화
- 카리스마 탈출기
- 타짜
- 투사부일체
- 파이스토리
- 팔월의 일요일들
- 폭력써클
- 플라이 대디
- 피터팬의 공식
- 한반도
- 해바라기
- 해변의 여인
- 호로비츠를 위하여
- 호박전
- 홀리데이
- 후회하지 않아
- 흡혈형사 나도열

## 참고 자료
- KOFIC 영화데이터베이스